# Die Versuchung heißt Jenny
Die Versuchung heißt Jenny (Originaltitel: Los pianos mecánicos) ist ein spanisch-italienisch-französisches Filmmelodram mit Melina Mercouri in der Titelrolle sowie Hardy Krüger und James Mason in den beiden männlichen Hauptrollen. Regie führte Juan Antonio Bardem. Die Geschichte einer Dreiecksbeziehung basiert lose auf dem Roman Les Pianos mécaniques (1962) von Henri-François Rey (1919–1987), der auch die Dialoge des Films schrieb.

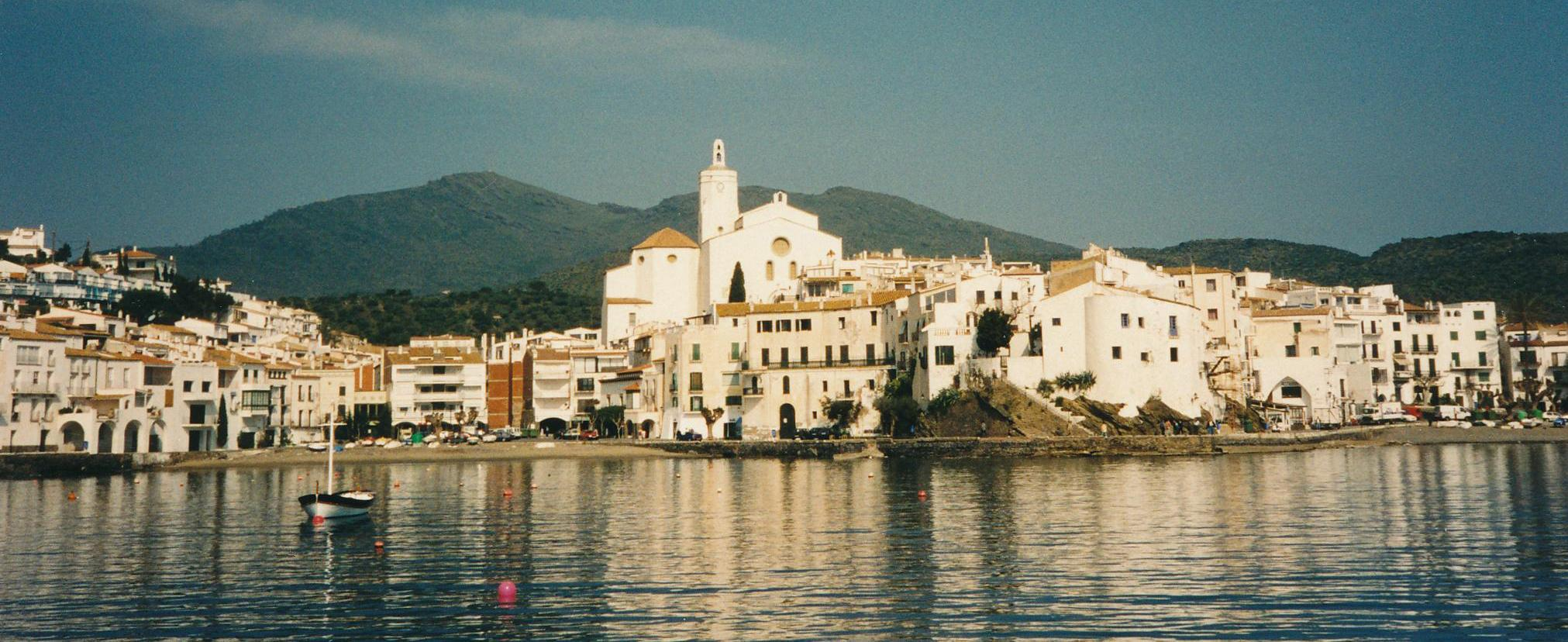
Wird im Film zu Caldeya: Der Ort Cadaqués im äußersten Nordosten Spaniens

## Handlung
August 1964. Der Pariser Kunstkritiker Vincent Brenner hat von einem homosexuellen Freund und Geschäftspartner, dem britischen Galeriebesitzer Reginald, dessen Ferienhaus in Caldeya an der Costa Brava in Spanien angemietet, um sich dort von seinen Neurosen zu erholen. Auf dem Weg dorthin, wo er Felsenmalerei betreiben möchte, sammelt er am Straßenrand den etwas zurückgebliebenen Tom Dixon auf, der bis zu seinem Heimatort mitgenommen werden will. Vor Ort lernt Vincent den alternden Schriftsteller Pascal Regnier und dessen elfjährigen Sohn Daniel kennen. Pascal hat nur zwei große Leidenschaften, die ihm beide auf Dauer nichts als Probleme bereitet haben: Whisky und Frauen. Als Vincent im Dorf ankommt, ist Pascal gerade dabei, mal wieder seine letzte Liebschaft hinauszuwerfen. Pascal stellt Vincent Jenny vor, eine Frau mittleren Alters, die vor Ort die Bar „Estrella“ (Stern) betreibt. Zentrales Merkmal dieser Pinte ist das knarrende, rumpelnde, mechanische Klavier, das dem Film den Originaltitel gab. Reginald hat zuvor Jenny gebeten, sich ein wenig um Vincent zu kümmern. Beim Versuch, Jenny dabei zu helfen, ihre Freundin Nora vom Selbstmord abzuhalten, kommen sich Vincent und Jenny näher. Jenny scheitert dabei, Vincent mit Nora zu verkuppeln. Während einer Feier auf dem Grundstück des reichen Elvis Bryant, einem früheren Liebhaber Jennys, zeigt sie Vincent Bryants Kunstsammlung. Anschließend gehen beide im Ozean schwimmen und schlafen schließlich miteinander.
In Caldeya treiben auch einige gelangweilte junge Leute ihr Unwesen. Serge und einige seiner Kumpels machen sich einen Spaß daraus, unbemerkt in die eine oder andere Strandvilla einzudringen. Serge nimmt seine hübsche brünette Freundin Nadine in ein Haus mit, wo sie sich beide auf ein Bett begeben und küssen. Als sie im Erdgeschoss Geräusche der heimkehrenden Bewohner hören, fliehen sie unbemerkt. Später „leihen“ sich Serge und Daniel, die gute Freunde sind, ein Dingi aus, um auf dem Meer Seeigel zu fischen. Als Serge an Land zurückkehrt, um nach Nadine zu sehen, die gerade ein Sonnenbad nimmt, setzt Daniel die Seeigel wieder im Wasser aus. Alle drei segeln zurück an Land. Hier berichtet Serge Daniel, dass er und Nadine gemeinsam fortgehen wollen, ihnen dafür aber 30.000 Francs fehlen. Daniel meint, dies sei kein Problem, da sein Vater daheim im Haus immer viel Geld gebunkert habe. Der Alte ist derweil dabei, im „Estrella“ ein neues Mädchen auszumachen, das er „Orange“ nennt, weil Pascal meint, sie sei schön wie eine Frucht. Als es bald darauf zu einer von Pascal mitinitiierten Schlägerei kommt, schließt die Guardia Civil Jennys Bar für drei Tage. Jenny will die Zeit nutzen und unternimmt mit Vincent einen Ausflug nach Barcelona. Hier wird Vincent Jennys Vergangenheit klar und begreift, dass seine Geliebte sich so manches Mal für Vergünstigungen an Männer verkauft hat. Auf diese Weise ist sie auch an ihre Bar in Caldeya gekommen: eine „Liebesgabe“ ihres Ex Elvis. Vincent ist angewidert.
Eine andere Wahrheit wird für Vincent noch schockierender: Offensichtlich ist Jenny seit geraumer Zeit Reginalds Freundin, und er wurde nur deshalb von diesem nach Caldeya geschickt, um auf Jenny zu achten, damit sie nicht auf alte Pfade zurückkehrt. Sie wiederum macht dem zunehmend von Jennys Vergangenheit angeekelten Vincent klar, dass er in Wahrheit Reginald brauche und nicht auf Frauen stehe. Unterdessen hat Pascal immer mehr Probleme mit Daniel, der sich nicht länger den ziellosen Frauenverschleiß seines Vaters ansehen möchte. Daniel sucht einen Vater und ein Zuhause und nicht einen jungen Mädchen nachjagenden alternden Don Juan. Außerdem will der Filius noch vor dem Winter Caldeya verlassen, denn bis zum nächsten Sommer wird der beliebte Badeort  ein ausgestorbenes Kaff sein. Daniel hat seinem Vater das seinen Freunden Serge und Nadine zugesagte Geld gestohlen und läuft zu ihnen. Er hat jedoch den Eindruck, dass Nadine nicht wirklich das Wagnis einer Flucht ins Ungewisse eingehen will. Reumütig kehrt Daniel nach Hause zurück und wagt erstmals eine ernsthafte Auseinandersetzung mit seinem Vater. Seine neueste Eroberung, Orange, nennt Daniel verächtlich eine „dumme Schlampe“. Derweil ist es zwischen Nadine und Serge offensichtlich zu einem Konflikt gekommen, denn Serge scheint am Boden zerstört. Wenig später entfacht er an der Stelle, wo er sich mit Nadine zur Flucht treffen wollte, ein Feuer, das jedoch außer Kontrolle gerät und ihn bei lebendigem Leib verbrennt. Daniel ist schockiert, als er den verkohlten Leichnam sieht. Jetzt endlich beginnen Vater und Sohn Regnier einander näherzukommen.
Vincent hat sich von seinen neuen Bekannten und Freunden in Caldeya verabschiedet. Der erste starke Herbstregen hat eingesetzt. Jenny erhält eine Nachricht von Nora, die ihr mitteilt, dass sie das Dorf verlassen hat und eine Jobofferte aus den Vereinigten Staaten angenommen hat. Orange ist genervt vom schlechten Wetter. Pascal versucht sie zu trösten, während sein Sohn, Daniel, eine gute Gelegenheit gekommen sieht, Orange endlich loszuwerden. Er packt in Pascals Abwesenheit ihre Tasche, gibt ihr etwas Geld und setzt sie in einen Bus. Er sagt ihr, sie solle nach Süden in die Sonne oder seinetwegen auch zum Teufel fahren. In Jennys Bar behauptet Daniel, dass er und sein Vater ein Haus suchen, um dauerhaft in Caldeya zu bleiben. Als er vorschlägt, dass sie drei zusammen leben könnten, taucht sein Vater auf und fragt, ob jemand Orange gesehen habe. Daniel gibt zu, sie vergrault zu haben. Als Pascal Toms fertige Felsmalentwürfe betrachten will, fällt er hin, bricht sich ein Bein und zerstört die bemalte Leinwand. Pascal wird bei Jenny untergebracht, um sich dort zu erholen. Jetzt, da Vincent abgereist ist, küssen sich die beiden. Dabei werden sie von Daniel beobachtet, der sich Hoffnungen macht, dass sein Leben und das seines Vaters nunmehr geregelte Bahnen nehmen wird. Der Halbwüchsige lässt die beiden allein, geht nach draußen und blickt vom Felsen optimistisch übers Meer und in die Zukunft.

## Produktionsnotizen
Die Versuchung heißt Jenny entstand im Sommer 1964 in Cadaqués und Barcelona (beides Katalonien) und wurde 1965 bei den Internationalen Filmfestspielen von Cannes gezeigt. Am 17. Juni 1965 lief der Streifen im produzierenden Spanien an, Deutschland-Premiere war am 29. Juli 1966.

## Kritik
Das Lexikon des Internationalen Films urteilt: „Eine fragwürdige Studie der Dekadenz: Eher resignativ als kritisch und eher larmoyant als engagiert, gelingt es dem Film nicht, die politisch-sozialen Implikationen der Geschichte deutlich zu machen. Die Inszenierung überschreitet nur selten die Grenzen der touristischen Postkarten-Perspektive und der gehobenen Kolportage.“
Der Movie & Video Guide schrieb: „Gute Besetzung kann konfuses Drama nicht retten.“